# Ногінськ (станція)
Ногінськ (рос. Ногинск) — залізнична станція Горьківського напрямку Московської залізниці в однойменному місті Богородський міський округ Московська область, Росія. Входить до складу Московсько-Курського центру організації роботи залізничних станцій ДЦС-1 Московської дирекції управління рухом. За основним характером роботи є вантажною, за обсягом роботи віднесена до 2 класу.

## Опис
Знаходиться на тупиковому відгалуженні від станції Фрязево головного ходу, є останньою станцією загального користування на цьому відгалуженні.
Всього в межах станції знаходяться два зупинних пункти:
- Однойменна платформа Ногінськ. Є кінцевою для двох і проміжною для 16 пар поїздів щодня. Час руху приміського поїзда з Москва-Пасажирська-Курська — близько 1 години 30 хвилин; експреса — близько 1 година 10 хвилин.
- Тупикова платформа Захарово (в парку Захарово на півночі станції). Основна кінцева електропоїздів від Москви.

Основна платформа Ногінськ обладнана турнікетами, обгороджена.
Над станцією проходить залізобетонний пішохідний міст.
Неподалік від платформи Ногінськ знаходиться автовокзал міста Ногінська. На схід від станції розташований залізничний переїзд.
Від станції відгалужується під'їзна колія незагального користування на Чорноголовку.